# Голотрени (Валча)
Голотрени (рум. Golotreni) насеље је у Румунији у округу Валча у општини Брезој. Oпштина се налази на надморској висини од 305 m.

## Становништво
Према подацима из 2002. године у насељу је живело 95 становника, од којих су сви румунске националности.